# Dunatőkés
Dunatőkés (szlovákul Dunajský Klátov) község  Szlovákiában, a Nagyszombati kerületben, a Dunaszerdahelyi járásban.

## Fekvése
Dunaszerdahelytől 7 km-re északkeletre, a Kis-Duna és a Tőkési ág mellett  fekszik.

## Élővilága

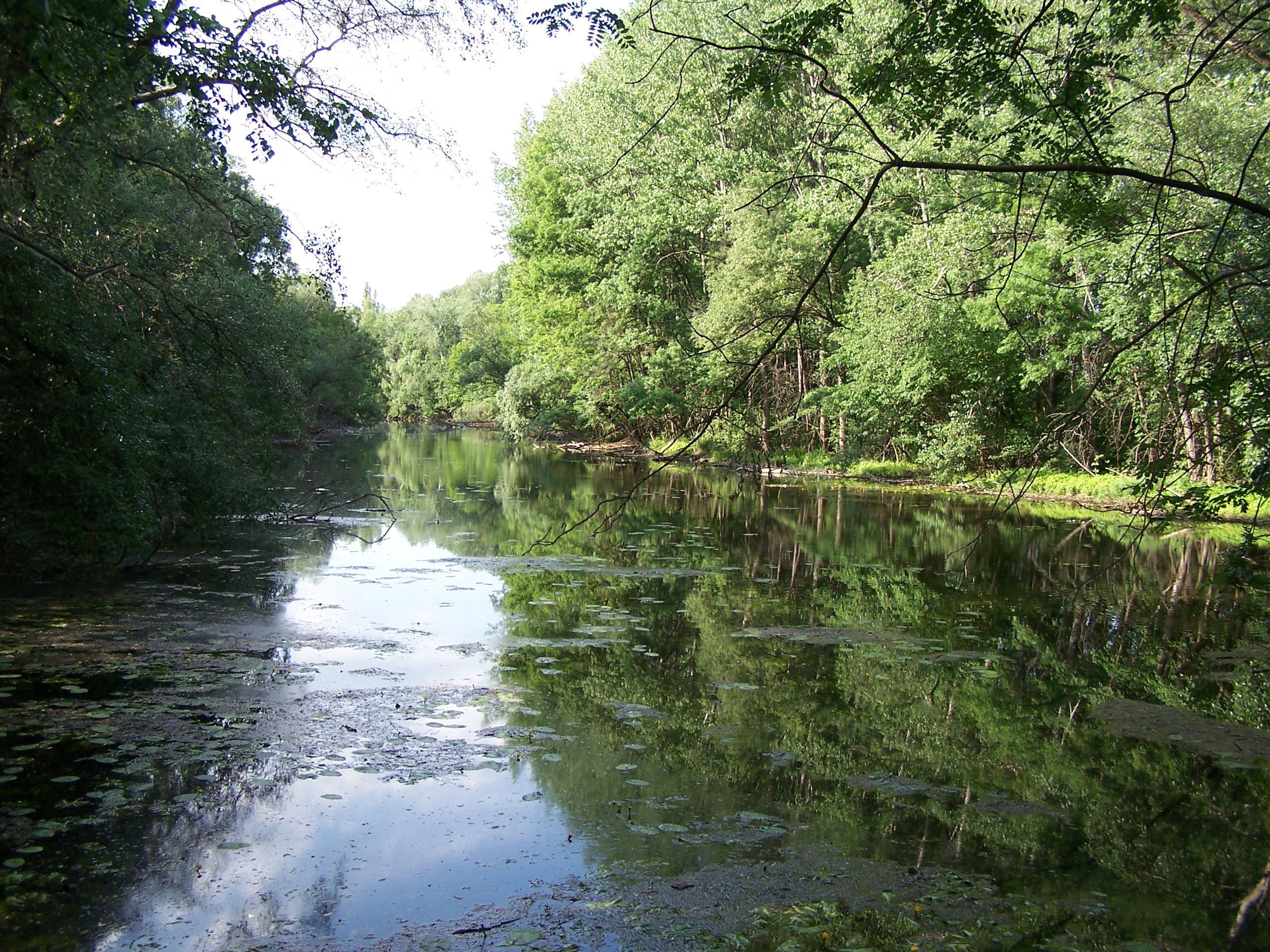
A Kis-Duna a vízimalom mellett
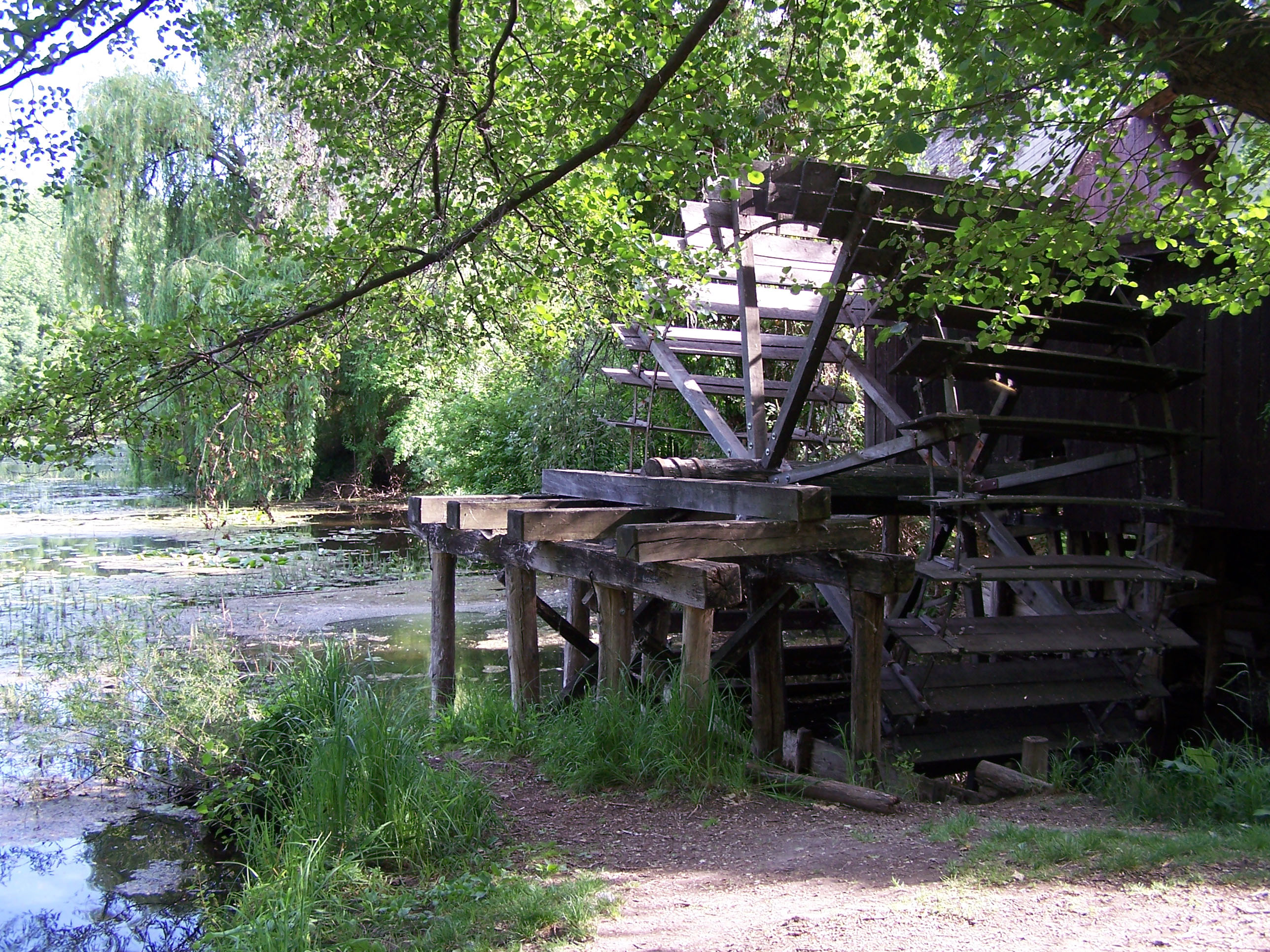
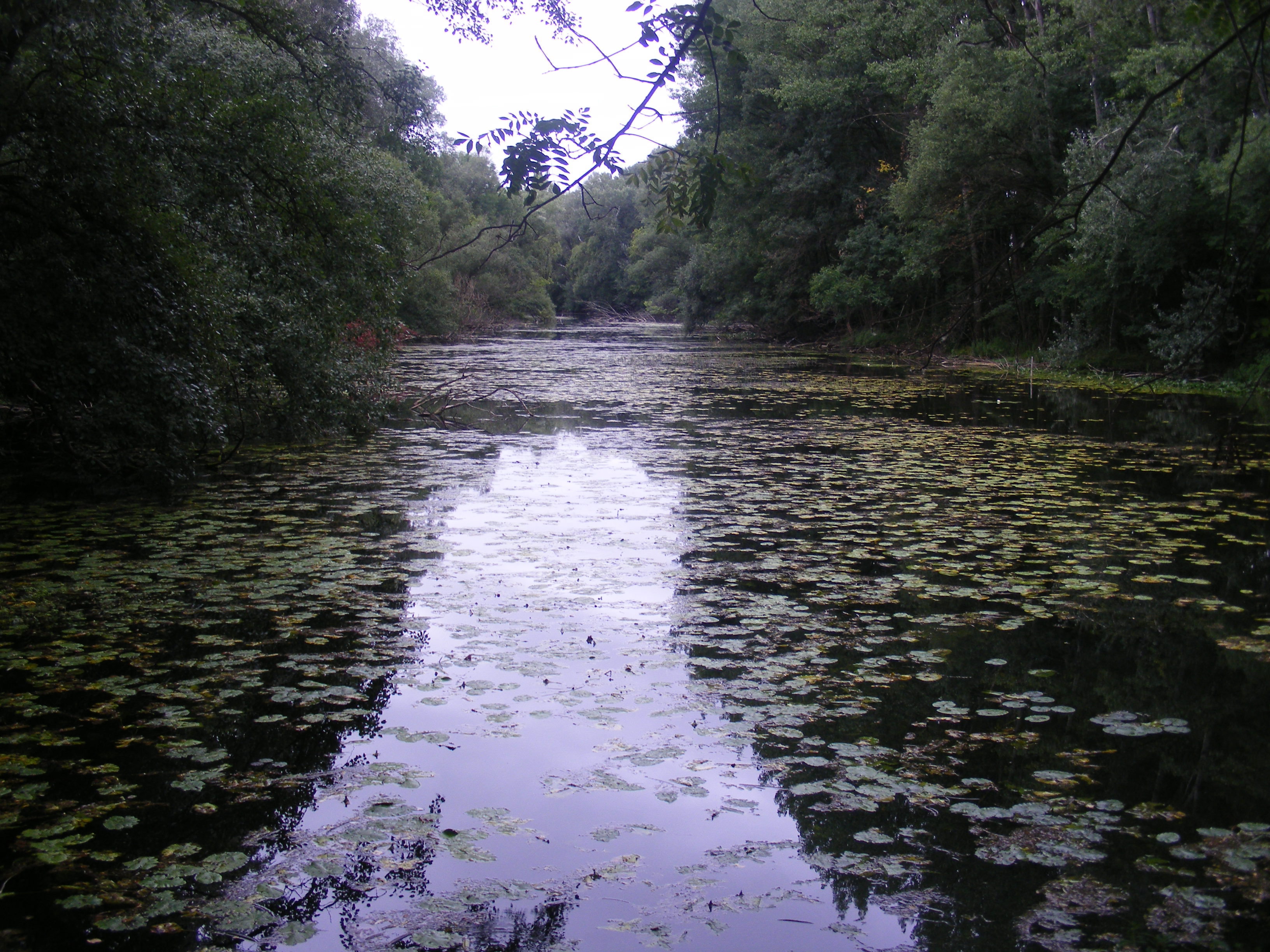

A faluban jelenleg egy gólyafészek alátétet tartanak nyilván.

## Története
1384-ben említik először. A 16. században a Zombor és a Kondé család voltak a község földesurai. A 19. század végén a Habermann család birtoka.
Vályi András szerint "TŐKÉS. Magyar falu Pozsony Várm. földes Ura Pokateleki Konde Uraság, lakosai katolikusok, fekszik Szerdahelyhez közel, és annak filiája, Eperjeshez is közel, Kis Udvarnokhoz fél 523órányira; határja 2 nyomásbéli, tiszta búzát, és rozsot leginkább terem, legelője jó, de szűk, piatza Szerdahelyen."
Fényes Elek szerint "Tőkés, magyar falu, Poson vmegyében, a kis Duna mellett, Szerdahelyhez 1 1/2 órányira: 208 kath., 5 zsidó lak., sok réttel és legelővel; füzese is van a Duna mentiben. F. u. többen. Ut. p. Somorja."
A trianoni békeszerződésig Pozsony vármegye Dunaszerdahelyi járásához tartozott. 1920-tól Csehszlovákia része lett, 1938 és 1945 között Magyarországhoz tartozott. 1960-ban Pozsonyeperjeshez csatolták, ma újra önálló község.

## Népessége
| Év:            | 1994. | 2004.    | 2014.    | 2024.    |
| -------------- | ----- | -------- | -------- | -------- |
| Emberek száma: | 465   | 416      | 571      | 860      |
| Eltérés:       |       | -10,53 % | +37,25 % | +50,61 % |

| Év:            | 2023. | 2024.   |
| -------------- | ----- | ------- |
| Emberek száma: | 854   | 860     |
| Eltérés:       |       | +0,70 % |

1880-ban 143 lakosából 134 magyar anyanyelvű volt.
1910-ben 198 lakosa mind magyar anyanyelvű volt.
1921-ben 246 lakosából 217 magyar és 18 csehszlovák volt.
1941-ben 292 lakosa mind magyar volt.
1960-tól Pozsonyeperjes része.
1970-ben 432, 1980-ban 492 lakosa volt.[forrás?]
1991-ben 455 lakosból 436 fő magyar, 16 szlovák, 2 cseh és 1 német volt.
2001-ben 460 lakosból 432 fő magyar, 24 szlovák, 1-1 cseh, német és egyéb volt.
2011-ben 510 lakosból 413 fő magyar és 92 szlovák volt.
2021-ben 767 lakosából 643 (+21) magyar, 107 (+13) szlovák, (+1) cigány, 11 (+1) egyéb és 6 ismeretlen nemzetiségű volt.

## Nevezetességei

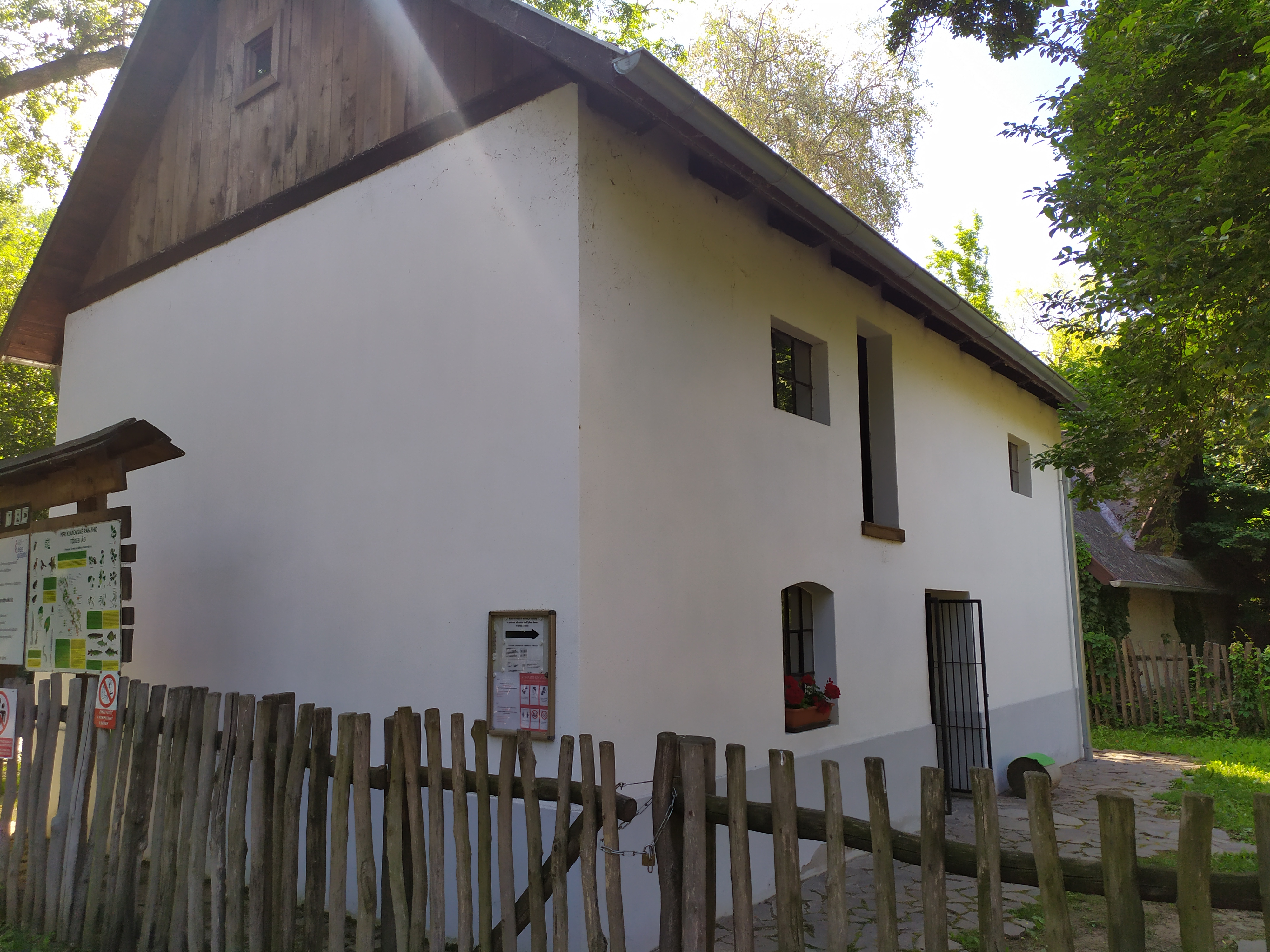
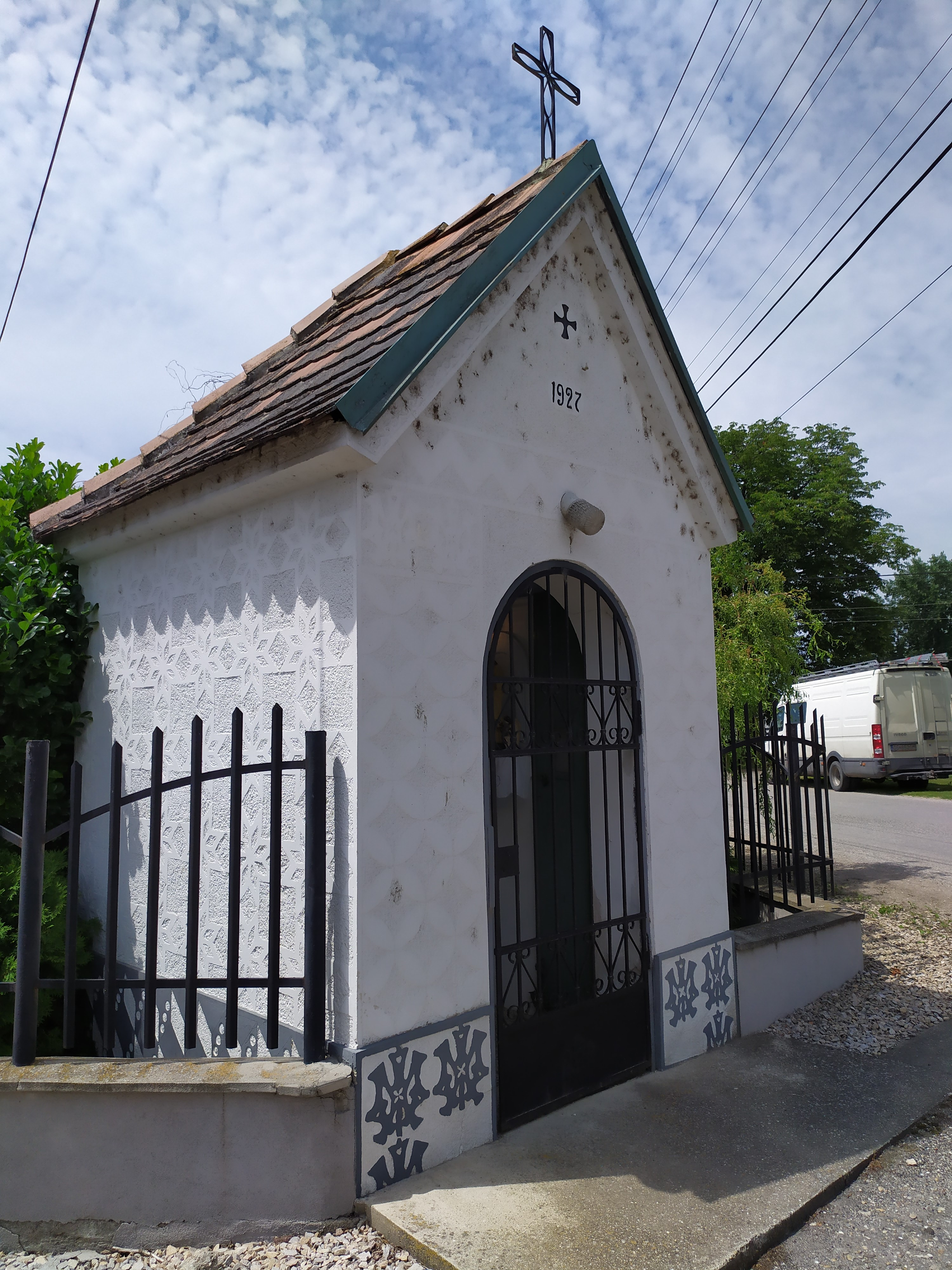
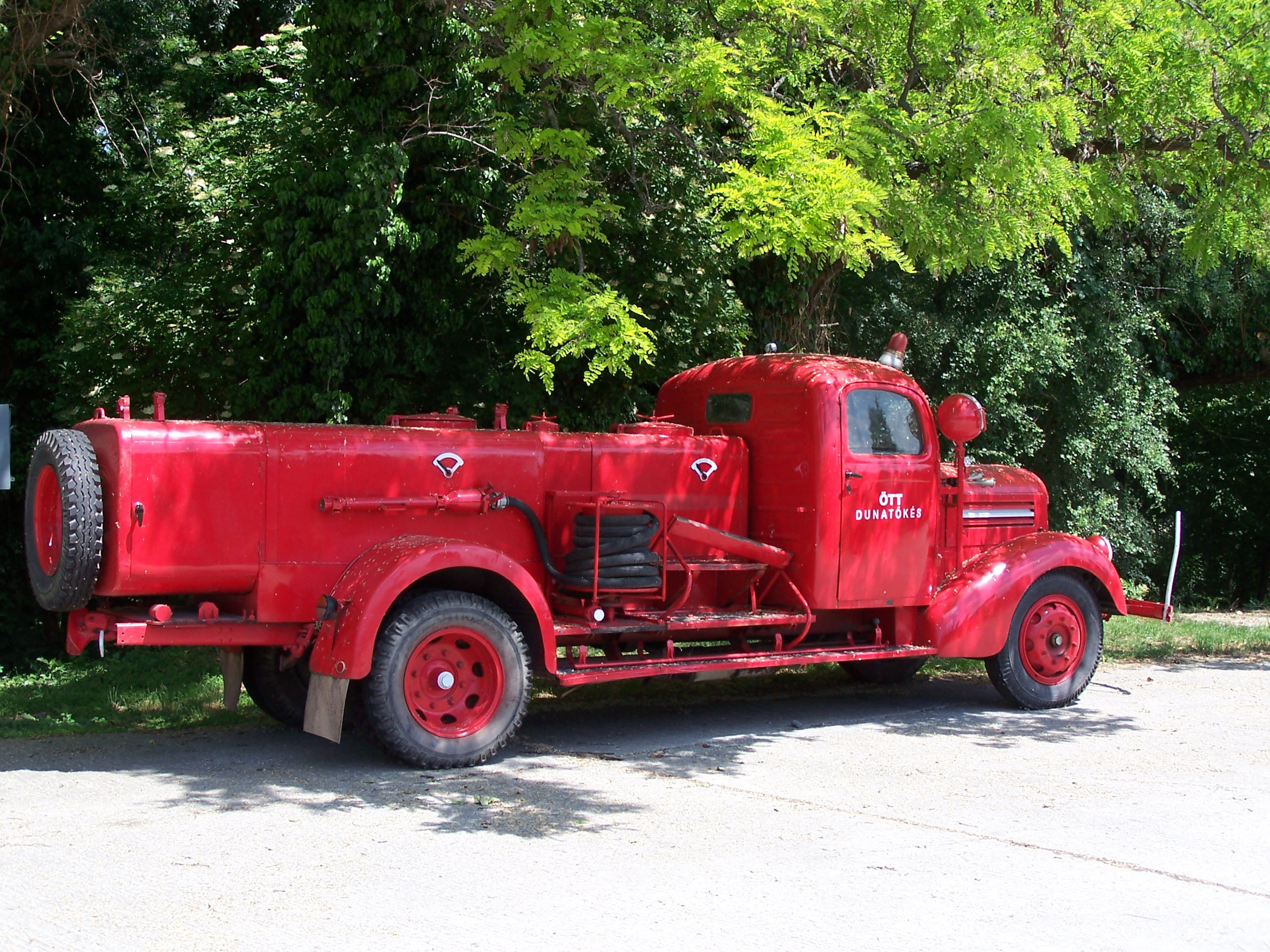

- Nevezetessége a 20. század elején épült Cséfalvay-féle vízimalom, melyet 1987-ben felújítottak, azóta múzeum.
- A Tőkési-Duna-ág növényekben és vízimadarakban gazdag terület. 1993 óta természetvédelmi terület.
- A községben avatták fel az első felvidéki egységes rovásos helynévtáblát 2012. május 12-én.[7]